# Extraliga žen ve florbale 2019/2020
Extraliga žen ve florbale 2019/2020 byla 26. ročníkem nejvyšší ženské florbalové soutěže v Česku.
Základní část soutěže hrálo 12 týmů dvakrát každý s každým od 14. září 2019 do 1. března 2020. Do play-off postoupilo prvních osm týmů. Poslední čtyři týmy měly hrát play-down o sestup.
Soutěž byla 13. března 2020 v průběhu čtvrtfinále předčasně ukončena v důsledku opatření vlády na omezení šíření pandemie covidu-19 v Česku. V důsledku předčasného ukončení soutěže nebyl udělen mistrovský titul a žádný tým v této sezóně nesestoupil.
Prezidentský pohár pro vítěze základní části si zajistil již v předposledním kole tým 1. SC TEMPISH Vítkovice. Tým vyhrál základní část popáté v řadě a pošesté celkem.
Nováčkem v této sezoně byl tým Bulldogs Brno, který se do Extraligy vrátil po 11 sezonách v nižších soutěžích po vítězství v 1. lize v minulém ročníku. Týmu se jen těsně nepodařilo postoupit do play-off.
Po skončení sezóny se oddíl Tigers Jižní Město spojil s klubem Start98 Praha-Kunratice. Start98 nahradil Tigers v Extralize žen od následující sezóny. Tým Crazy girls FBC Liberec, poté co v této sezóně nevyhrál ani jeden zápas, se pro další sezónu dobrovolně přihlásil do 1. ligy. Liberec byl v následující sezóně Extraligy nahrazen týmem Florbalová akademie MB, vítězem základní části skupiny Západ 1. ligy, protože získal více bodů než vítěz skupiny Východ, tým FBC Ossiko Třinec. Florbalová akademie postoupila do Extraligy poprvé.
Hana Poláková jako první hráčka v historii překonala 300 vstřelených gólů v základní části Extraligy.

## Základní část
V základní části se všechny týmy dvakrát utkaly každý s každým. Po skončení základní části postoupilo prvních osm týmů do play-off. Zbylé čtyři týmy základní části se spolu měly utkat v play-down.
| Poř. | Tým                       | Z  | V  | VP | PP | P  | VG  | OG  | B  |
| ---- | ------------------------- | -- | -- | -- | -- | -- | --- | --- | -- |
| 1.   | 1. SC TEMPISH Vítkovice   | 22 | 21 | 0  | 1  | 0  | 238 | 46  | 64 |
| 2.   | FAT PIPE Florbal Chodov   | 22 | 19 | 0  | 0  | 3  | 240 | 63  | 57 |
| 3.   | FBC ČPP Ostrava           | 22 | 17 | 2  | 0  | 3  | 200 | 106 | 55 |
| 4.   | Ivanti Tigers Jižní Město | 22 | 13 | 1  | 0  | 8  | 155 | 112 | 41 |
| 5.   | K1 Florbal Židenice       | 22 | 12 | 0  | 1  | 9  | 132 | 116 | 37 |
| 6.   | Tatran Střešovice         | 22 | 11 | 1  | 1  | 9  | 141 | 109 | 36 |
| 7.   | FbŠ Bohemians             | 22 | 12 | 0  | 0  | 10 | 123 | 145 | 36 |
| 8.   | Panthers Praha            | 22 | 7  | 0  | 2  | 13 | 111 | 158 | 23 |
| 9.   | Bulldogs Brno             | 22 | 6  | 1  | 0  | 15 | 85  | 165 | 20 |
| 10.  | FBS Olomouc               | 22 | 5  | 0  | 0  | 17 | 66  | 176 | 15 |
| 11.  | KM automatik FBK Jičín    | 22 | 4  | 0  | 0  | 18 | 69  | 159 | 12 |
| 12.  | Crazy girls FBC Liberec   | 22 | 0  | 0  | 0  | 22 | 54  | 259 | 0  |

## Play-off
Čtvrtfinále se mělo hrát od 7. nejpozději do 22. března 2020. Semifinále pak od 28. března nejpozději do 12. dubna 2020. Čtvrtfinále i semifinále se měly hrát na čtyři vítězné zápasy. O mistru Extraligy měl rozhodnout jeden zápas tzv. superfinále 18. dubna 2020 v pražské O2 aréně.
První tři týmy po základní části si postupně zvolily soupeře pro čtvrtfinále z druhé čtveřice.
Po odehrání dvou kol čtvrtfinále byla soutěž 13. března 2020 předčasně ukončena v důsledku opatření vlády na omezení šíření pandemie covidu-19 v Česku.

### Pavouk
|  | Čtvrtfinále (na zápasy)   | Čtvrtfinále (na zápasy) |   |   | Semifinále (na zápasy) | Semifinále (na zápasy) |  |  | Superfinále (skóre) | Superfinále (skóre) |
|  |                           |                         |   |   |                        |                        |  |  |                     |                     |
|  |                           |                         |   |   |                        |                        |  |  |                     |                     |
|  | 1. SC TEMPISH Vítkovice   | 2                       |   |   |                        |                        |  |  |                     |                     |
|  | 1. SC TEMPISH Vítkovice   | 2                       |   |   |                        |                        |  |  |                     |                     |
|  | Tatran Střešovice         | 0                       |   |   |                        |                        |  |  |                     |                     |
|  | Tatran Střešovice         | 0                       | — | — |                        |                        |  |  |                     |                     |
|  |                           |                         | — | — |                        |                        |  |  |                     |                     |
|  |                           | —                       | — |   |                        |                        |  |  |                     |                     |
|  | FAT PIPE Florbal Chodov   | —                       | — | 2 |                        |                        |  |  |                     |                     |
|  | FAT PIPE Florbal Chodov   |                         |   | 2 |                        |                        |  |  |                     |                     |
|  | FbŠ Bohemians             | 0                       |   |   |                        |                        |  |  |                     |                     |
|  | FbŠ Bohemians             | 0                       | — | — |                        |                        |  |  |                     |                     |
|  |                           |                         | — | — |                        |                        |  |  |                     |                     |
|  |                           | —                       | — |   |                        |                        |  |  |                     |                     |
|  | FBC ČPP Ostrava           | —                       | — | 2 |                        |                        |  |  |                     |                     |
|  | FBC ČPP Ostrava           |                         |   | 2 |                        |                        |  |  |                     |                     |
|  | Panthers Praha            | 0                       |   |   |                        |                        |  |  |                     |                     |
|  | Panthers Praha            | 0                       | — | — |                        |                        |  |  |                     |                     |
|  |                           |                         | — | — |                        |                        |  |  |                     |                     |
|  |                           | —                       | — |   |                        |                        |  |  |                     |                     |
|  | Ivanti Tigers Jižní Město | —                       | — | 0 |                        |                        |  |  |                     |                     |
|  | Ivanti Tigers Jižní Město |                         |   | 0 |                        |                        |  |  |                     |                     |
|  | K1 Florbal Židenice       | 2                       |   |   |                        |                        |  |  |                     |                     |
|  | K1 Florbal Židenice       | 2                       |   |   |                        |                        |  |  |                     |                     |

### Čtvrtfinále
1. SC TEMPISH Vítkovice – Tatran Střešovice 2 : 0 na zápasy – Zpráva
- 7. 3. 2020 14:00, Vítkovice – Tatran 7 : 5 (0:2, 3:1, 4:2)
- 8. 3. 2020 14:00, Vítkovice – Tatran 6 : 4 (2:3, 0:0, 4:1)

FAT PIPE Florbal Chodov – FbŠ Bohemians 2 : 0 na zápasy – Zpráva
- 7. 3. 2020 19:30, Chodov – Bohemians 8 : 5 (2:0, 3:1, 3:4)
- 8. 3. 2020 14:00, Chodov – Bohemians 9 : 0 (3:0, 2:0, 4:0)

FBC ČPP Ostrava – Panthers Praha 2 : 0 na zápasy – Zpráva
- 7. 3. 2020 17:00, Ostrava – Panthers 11 : 5 (4:1, 3:2, 4:2)
- 8. 3. 2020 16:00, Ostrava – Panthers 18 : 3 (1:1, 3:1, 4:1)

Ivanti Tigers Jižní Město – K1 Florbal Židenice 0 : 2 na zápasy – Zpráva
- 7. 3. 2020 13:30, Tigers – Židenice 6 : 7 (4:2, 2:2, 0:3)
- 8. 3. 2020 11:00, Tigers – Židenice 4 : 5 (2:0, 1:2, 1:3)

## Play-down
Play-down se mělo hrát od 7. března nejpozději do 13. dubna 2020. První kolo play-down hrály 9. s 12. a 10. s 11. týmem po základní části.
V důsledku předčasného ukončení soutěže se odehrály jen první dva zápasy prvního kola.

### Pavouk
|  | 1. kolo (na zápasy)     | 1. kolo (na zápasy) |   |   | 2. kolo (na zápasy) | 2. kolo (na zápasy) |
|  |                         |                     |   |   |                     |                     |
|  |                         |                     |   |   |                     |                     |
|  | Bulldogs Brno           | 2                   |   |   |                     |                     |
|  | Bulldogs Brno           | 2                   |   |   |                     |                     |
|  | Crazy girls FBC Liberec | 0                   |   |   |                     |                     |
|  | Crazy girls FBC Liberec | 0                   | — | — |                     |                     |
|  |                         |                     | — | — |                     |                     |
|  |                         | —                   | — |   |                     |                     |
|  | FBS Olomouc             | —                   | — | 1 |                     |                     |
|  | FBS Olomouc             |                     |   | 1 |                     |                     |
|  | KM automatik FBK Jičín  | 1                   |   |   |                     |                     |

### 1. kolo
Bulldogs Brno – Crazy girls FBC Liberec 2 : 0 na zápasy – Zpráva
- 7. 3. 2020 16:00, Bulldogs – Liberec 9 : 4 (3:1, 3:1, 3:2)
- 8. 3. 2020 11:00, Bulldogs – Liberec 4 : 1 (2:0, 1:1, 1:0)

FBS Olomouc – KM automatik FBK Jičín 1 : 1 – Zpráva
- 7. 3. 2020 12:00, Olomouc – Jičín 2 : 1 (1:1, 0:0, 1:0)
- 8. 3. 2020 16:00, Olomouc – Jičín 3 : 4 (0:2, 2:2, 1:0)

## Ukončení soutěže
Po odehrání dvou kol čtvrtfinále a prvního kola play-down byla soutěž 13. března 2020 výkonným výborem Českého florbalu ukončena v důsledku opatření vlády na omezení šíření pandemie covidu-19 v Česku.
Konečné pořadí týmů bylo určeno pouze jejich pořadím v základní části, protože se žádné kolo play-off ani play-down nedohrálo. Protože v soutěži nemohlo být rozhodnuto o vítězi, ani o sestupujících a postupujících, nebyl udělen mistrovský titul a žádný tým z Extraligy v této sezóně nesestoupil.
Vzhledem k předčasnému ukončení play-off, získal právo k účasti na Poháru mistrů vítěz základní části, tým 1. SC TEMPISH Vítkovice. Pohár mistrů byl ale kvůli pokračující pandemii ve světě v listopadu zrušen.
Přes 30 florbalových oddílů podalo alternativní návrh na řešení ukončení sezóny. Mezi navrhovatele patřil i tým FBC Ossiko Třinec, který po postupu z osmifinále tohoto ročníku 1. ligy usiloval o postup do Extraligy. Návrh spočíval mimo jiné v dočasném rozšíření Extraligy pro příští ročník o dva týmy. To by umožnilo některým týmům postoupit do vyšší soutěže. Návrh byl výkonným výborem Českého florbalu zamítnut.

## Konečné pořadí
| Pořadí           | Tým                       |
| ---------------- | ------------------------- |
| Zlatá medaile    | 1. SC TEMPISH Vítkovice   |
| Stříbrná medaile | FAT PIPE Florbal Chodov   |
| Bronzová medaile | FBC ČPP Ostrava           |
| 4.               | Ivanti Tigers Jižní Město |
| 5.               | K1 Florbal Židenice       |
| 6.               | Tatran Střešovice         |
| 7.               | FbŠ Bohemians             |
| 8.               | Panthers Praha            |
| 9.               | Bulldogs Brno             |
| 10.              | FBS Olomouc               |
| 11.              | KM automatik FBK Jičín    |
| 12.              | Crazy girls FBC Liberec   |

## Nejužitečnější hráčky
Nejužitečnějšími hráčkami Extraligy byly zvoleny:
1. Gabriela Žůrková (FAT PIPE Florbal Chodov)
2. Martina Řepková (FAT PIPE Florbal Chodov)
3. Nela Jiráková (FAT PIPE Florbal Chodov)